# Refugio Elefante

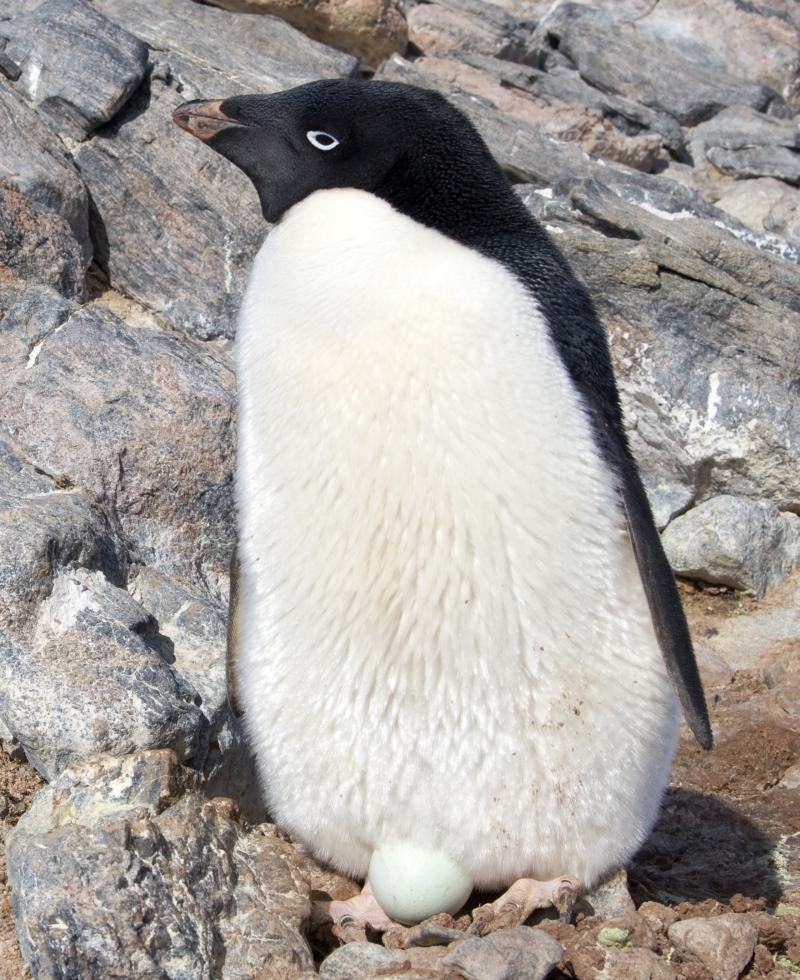
La península Potter posee una gran colonia de pingüinos adelaida.

El refugio Elefante es un refugio antártico de Argentina ubicado en el área libre de hielo al pie del glaciar Fourcade (62°15′18″S 58°37′56″O / -62.25500, -58.63222) en la península Potter de la isla Rey Jorge/25 de Mayo en las islas Shetland del Sur.

## Características
Lo mismo que el cercano refugio Albatros, el Elefante depende de la Base Carlini del Instituto Antártico Argentino, ubicada a 2,6 km al noroeste del refugio. El refugio está a unos 120 m de la costa, junto a un pequeño lago y al pie de los acantilados ubicados a 1 km al noreste de punta Stranger (o cabo Funes/Ibarra). El refugio Elefante está a 1,3 km al ESE del refugio Albatros.
Los refugios antárticos son instalaciones abiertas para ser utilizadas en casos de emergencia o para apoyo de actividades en el terreno. Están equipados con víveres para varios meses, combustible, alojamiento y en algunos hay grupos electrógenos y equipos de comunicaciones. En el caso del refugio Elefante su uso principal es como lugar de descanso para los biólogos que realizan actividades de investigación en la zona, principalmente sobre la colonia de elefantes marinos ubicada en la playa.
El refugio es una construcción de 25 m² y es utilizado de marzo a octubre por grupos de investigación. Tiene capacidad para un máximo de 6 personas. Fue reparado en la campaña antártica de verano 2005-2006, estando vedadas las reparaciones entre octubre y diciembre de cada año.

## Zona protegida
La península Potter ha sido identificada como un área importante para la conservación de las aves (IBA) por BirdLife International debido a que soporta una gran cantidad de colonias, incluyendo más de 14 000 parejas de pingüinos adelaida, 2000 parejas de pingüinos juanito y 265 parejas de pingüinos barbijo.
El lugar fue designado Sitio de Especial Interés Científico (SEIC) en 1985, y desde 2002 fue renombrado Zona Antártica Especialmente Protegida ZAEP 132 Península Potter, Isla Rey Jorge (25 de mayo), Islas Shetland del Sur, bajo propuesta y conservación de Argentina, con un área de 2,17 km². El refugio Elefante se halla dentro de la zona protegida y sirve como base para su control y estudio.